# Église Saint-Urbain de Lutzelhouse
Pour les articles homonymes, voir Église Saint-Urbain.
L'église Saint-Urbain est une église catholique située dans le département français du Bas-Rhin, sur la commune de Lutzelhouse, en France.
Dépendant du chapitre rural de Molsheim, l'ancienne église est incendiée en 1444 lors de l'invasion des Armagnacs. La paroisse Saint-Urbain englobe en 1666 les villages de Muhlbach et Netzenbach qui ne possèdent pas d'église. Wisches étant une annexe de Lutzelhouse, cette situation s'inverse entre 1758 et 1802.
Lutzelhouse est la plus grande paroisse de la communauté de la Grande Côte dans le diocèse de Strasbourg. Créée en 1682, elle a comme patron saint Blaise, tandis que saint Urbain dont elle porte le nom est le titulaire de l’église (Informations tirées du rapport de la visite canonique de 1893).

## Architecture

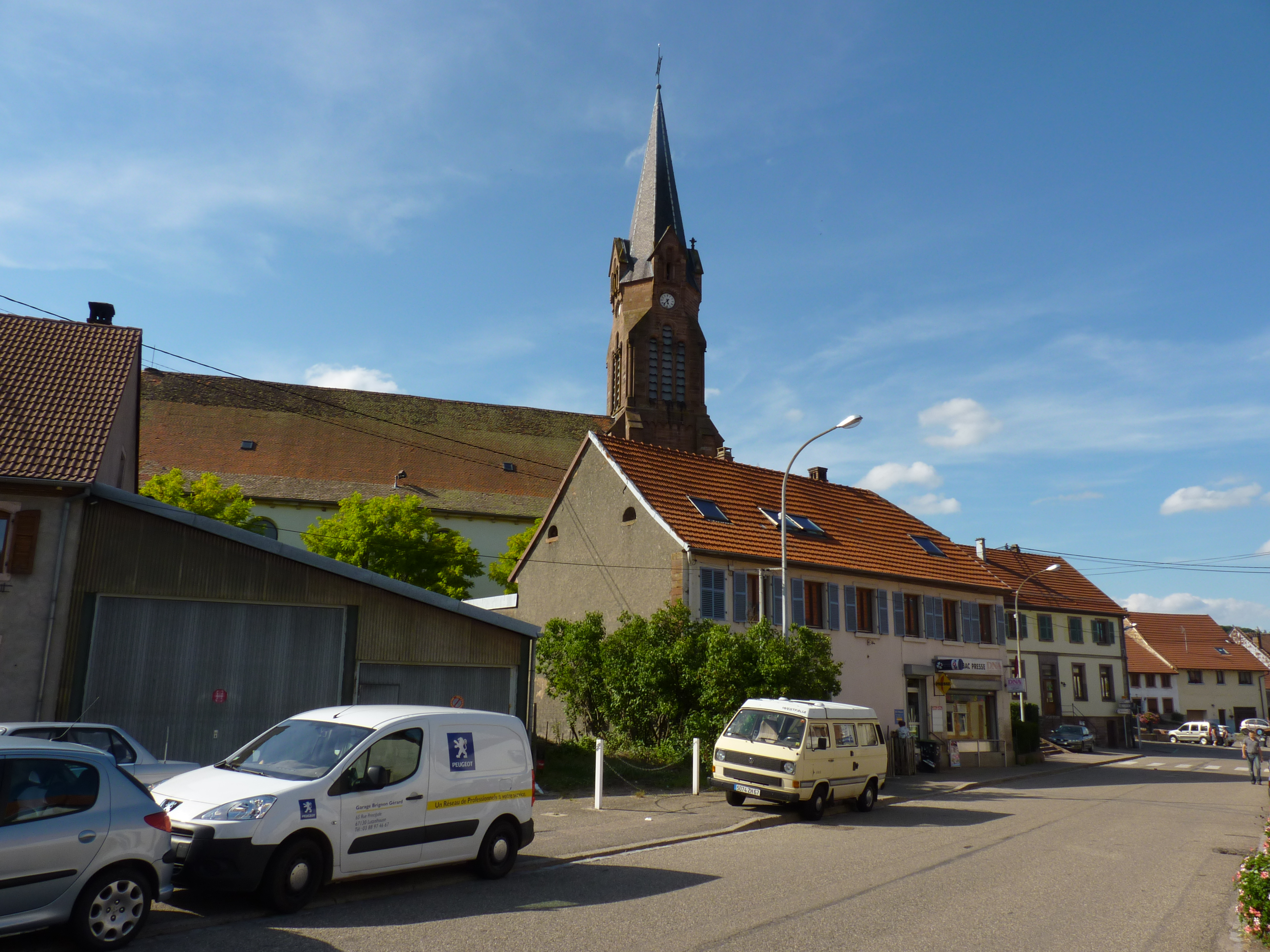
Église Saint-Urbain et village.

La première mention de l'église remonte à 1290. Le patron, saint Urbain, est attesté depuis 1666. L'ancienne église fut agrandie vers 1725-1730 et fut détruite par un incendie en 1756 et reconstruite en 1768. Selon Meyer-Siat une reconstruction eut lieu en 1811.
L'église néo-médiévale comporte un clocher engagé (Le clocher de la première église était à l’opposé du clocher actuel) et un chœur en retrait, une nef de six travées de 1851. La bénédiction de l’édifice a eu lieu le 28 octobre 1888.
Église de style néo-médiéval d'inspiration romane, occidentée à un vaisseau.
Tour-porche en demi-hors-œuvre, parementée en moyen appareil de grès, voûtée d'ogives au rez-de-chaussée, flanquée d'une tourelle d'escalier côté nord ; chœur arrondi.
Sur la chaîne d'angle, côté sud-est de la nef, médaillon avec millésime gravé : 1851 ; côté nord, arc en plein cintre d'une ancienne porte murée (du XVIIIe siècle ?), avec clé saillante, gravée d'une croix centrale et du millésime 1807.
Couverture du chœur de l'église refaite en 2022 en tuiles dites queue de castor.
Le mobilier de l’église : 
Le maître-autel, de la fin des années 70 ou des années 80 du XIXe siècle, est attribué à l'atelier Klem de Colmar,,.
Devant d'autel
Ensemble de 2 autels secondaires.
Statue de saint Louis de Gonzague.
Statue de la Vierge de Lourdes.
Groupe sculpté de saint Joseph et l'Enfant.
Chaire à prêcher, statuettes.
Les cloches : 
Le clocher de l'église catholique Saint-Urbain de Lutzelhouse, Comporte 3 cloches qui chante ensemble le : (La 3 - Sol bémol 3 - Mi bémol 3).
Voici des informations relevées sur les cloches.
La cloche n°1: elle chante le : (Mi bémol 3), elle fut coulée en 1924 par la fonderie Causard à Colmar. (Cette cloche se fait entendre à la frappe de l'heure et également pour la sonnerie d'annonce avant la volée des 3 cloches pour la messe du dimanche et à la volée des 3 cloches pour la messe du dimanche).
La cloche n° 2 : elle chante le : (Sol bémol 3), elle fut coulée en 1838 par Jean-Louis I Edel à Strasbourg, son diamètre et d'environ : 104 cm, elle porte l'inscription suivante :

« COMMUNE DE LUTZELHAUSEN AN 1838. MR. ERGLE MICHEL MAIRE MR HANNION PIERRE CURE MR. HERMANN MICHEL ANCIEN MEUNIER PARRAIN DME BASTIEN CATHERINE EPOUSE DE MR. LE MAIRE MARRAINE. »

— (Cette cloche se fait entendre à la frappe des quarts d'heures et également à l'angélus le midi et à la volée des 3 cloches le dimanche pour la messe).

« FAITE PAR MATTHIEU EDEL A STRASBOURG L'AN DU SALUT 1790 ET DE LA REGENERATION FRANCOISE LA PREMIERE, J'AI ETE BENITE PAR / MR JEAN GEORGES THOMAS / VICAIRE A VICHE AYANT / POUR PARAIN ALEXIS HERRY / PREVOT DE ICI ET POUR MARAINE CATHERINE BRIGNON / NEE REETZ. »

— (Cette cloche se fait entendre à la frappe des quarts d'heures et également  la volée des 3 cloches le dimanche pour la messe)
L'orgue de Joseph Stiehr, 1864,,.
Horloges Ungerer Frères sur les 4 faces de la tour-clocher orientale de l'église Saint-Urbain.